# Beopju
Beopju (hangul: 법주, hancha: 法酒) – tradycyjny koreański napój alkoholowy z rodziny cheongju. Wywodzi się z Gyeongju. Rodzaj wina ryżowego o zawartości 16–18% alkoholu.